# L'anno crudele
L'anno crudele (Term of Trial) è un film del 1962 diretto da Peter Glenville.
Il soggetto si basa sul libro Term of Trial scritto da James Barlow (1961).